# Stork (plaats)
Stork (ook: De Stork) is een gehucht in de gemeente Eemsdelta in de provincie Groningen, Nederland.
Het gehucht ligt tussen het dorp Loppersum en Westeremden, aan de Westeremdermaar, net ten noorden van de spoorlijn van Groningen naar Delfzijl. De brug over het maar staat bekend als de Storkstertil.
De naam van het gehucht is een verwijzing naar drie ooievaarsnesten (stork = ooievaar) die er in het verleden geweest zijn.
Een andere verwijzing naar de ooievaars is de dichtbijgelegen boerderij met de naam Spriknust.

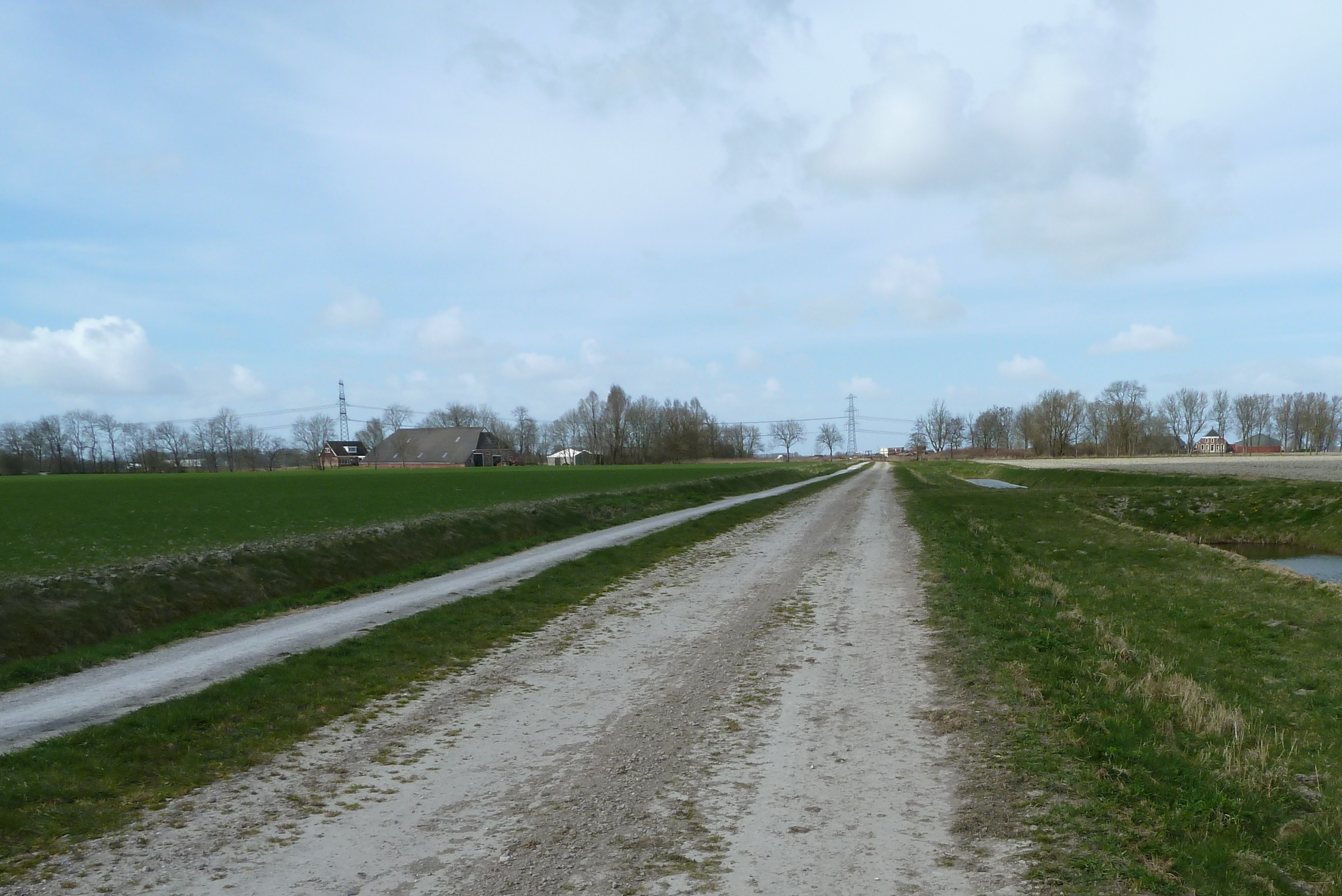
Silhouet van Stork gezien vanaf het Storksterpad
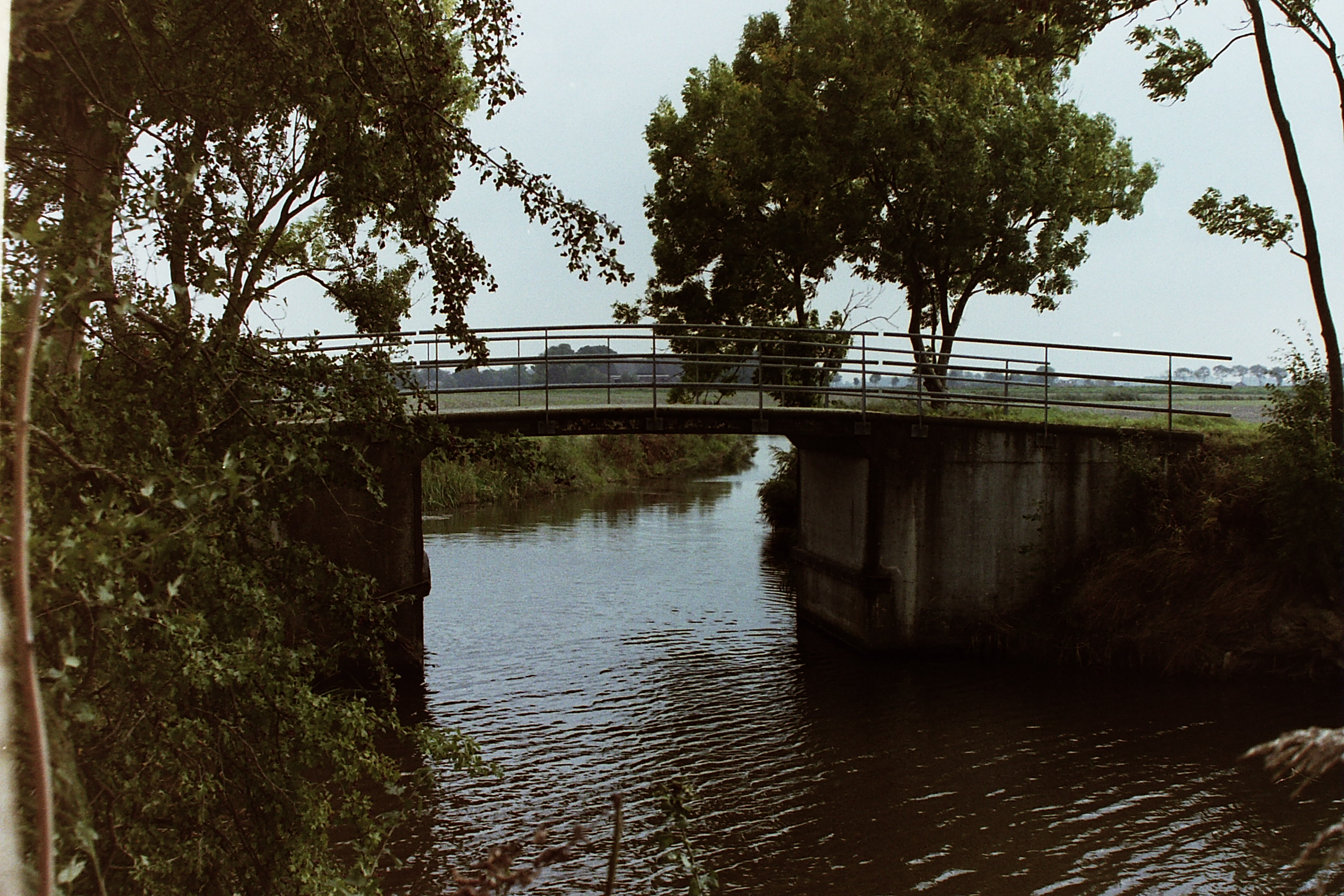
Storkstertil over de Westeremdermaar
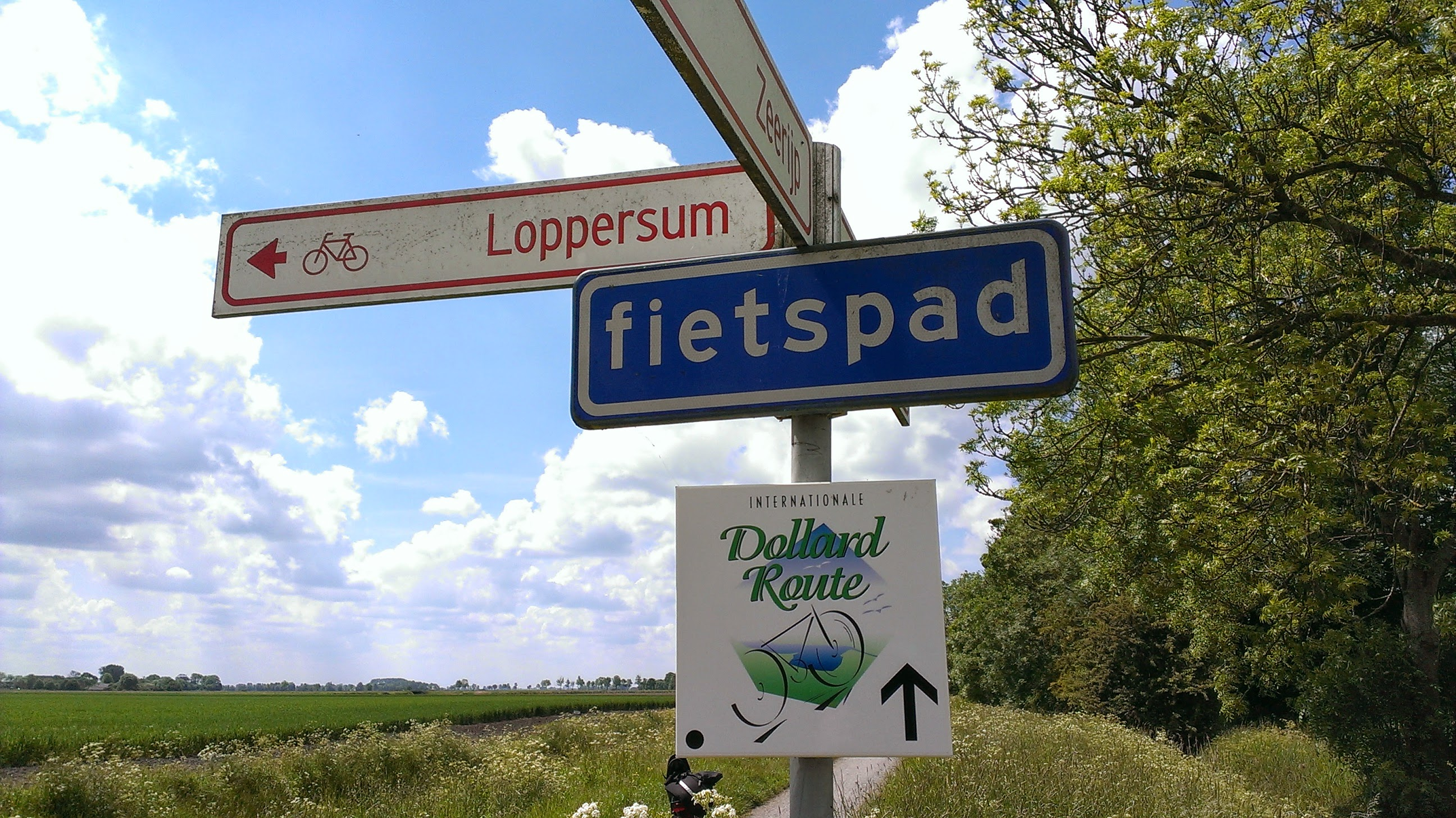
De Internationale Dollardroute bij Stork

Groningen: Steden en dorpen      Nederland: Provincies · Gemeenten